# Pozzaglia Sabina
Pozzaglia Sabina è un comune italiano di 307 abitanti della provincia di Rieti nel Lazio.

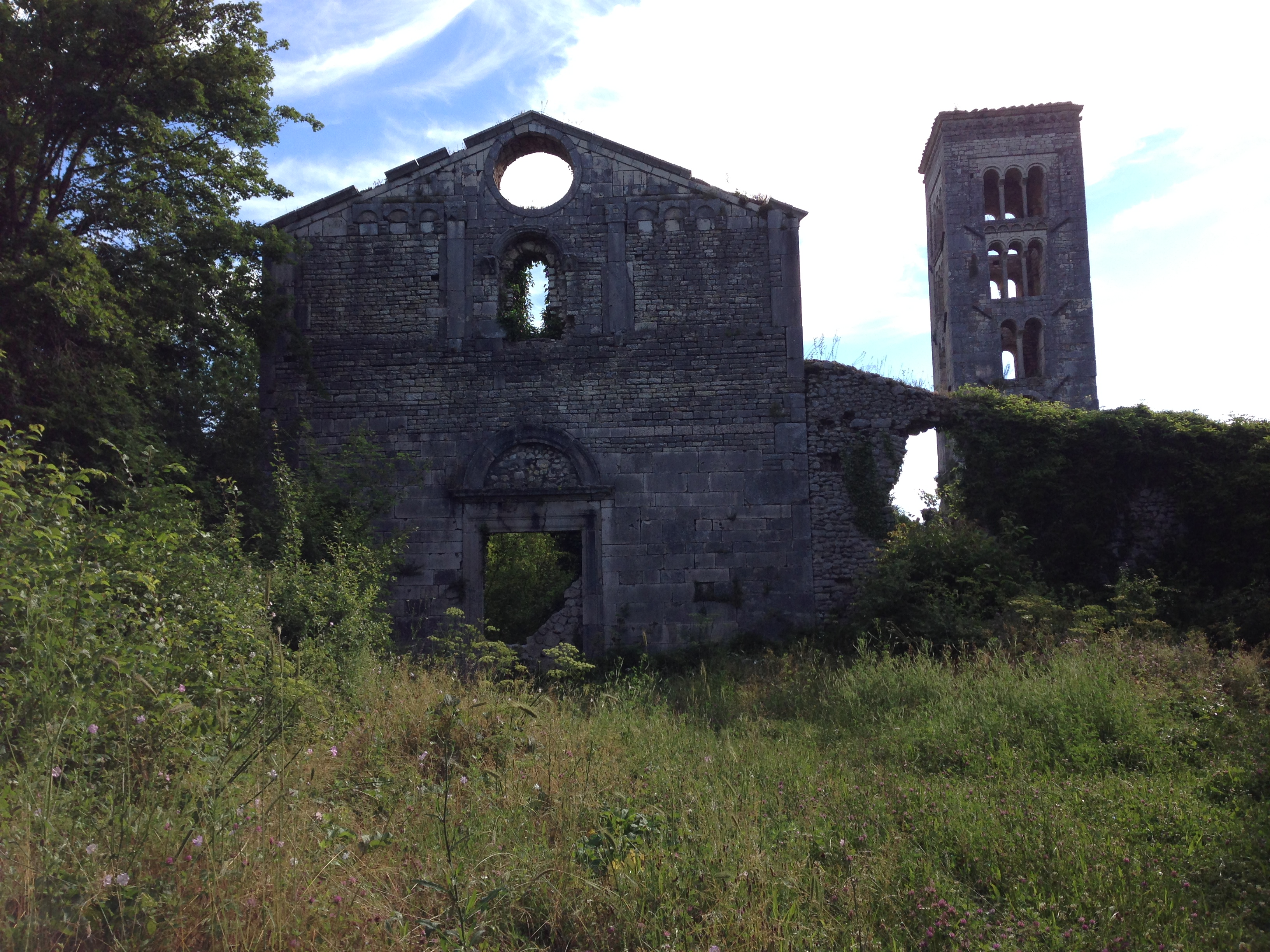
Santa Maria del Piano

## Geografia fisica

### Clima
Classificazione climatica: zona E, 2963 GR/G

## Origini del nome
Il nome, secondo la tradizione e secondo lo stemma, deriverebbe da Pozzo Gallo, ma la Cronaca Farfense la vuole derivante da Puzalia.

## Storia
L'abbazia farfense ne possedeva i territori nel IX secolo. Un documento menziona alcune terre di Pozzaglia in relazione alle dilapidazioni dell'abate Campone, in un periodo critico per l'abbazia (prima metà del X secolo), continuamente soggetta agli attacchi saraceni. Tali ed altre terre vennero riacquistate dalla stessa abbazia nell'XI secolo, come attesta un diploma di confermazione del 1027 richiesto dall'abate dell'epoca all'imperatore Corrado II.
Successivamente la Cronaca Farfense cita donazioni fatte a Pozzaglia.
Nel 1297 Pozzaglia risulta, in una bolla di Urbano VII, confiscata ai Colonna.
Dopo la morte del papa avvenuta nel 1303, i Colonna riuscirono, forse, a riacquistare Pozzaglia.
Le cronache di Rieti attestano una distruzione di Pozzaglia da parte dei romani nel 1360.
Nel XV secolo Pozzaglia risulta feudo degli Orsini.
Nel 1632 Pozzaglia passò ai Borghese che ne rimasero i signori fino all'abolizione della feudalità.
Dal XVIII secolo è amministrata dai Focolari, famiglia signorile locale che manterrà cariche amministrative fino al XXI secolo.
Nel 1798 l'amministrazione della città è affidata a Giacomo Focolari, mecenate e finanziatore delle opere del poeta Lodovico Veltri.
Nel 1818 Paolo Focolari succede al padre Giacomo e commissiona l'installazione dell'omonima croce che si innalza sui monti che sovrastano la città.
Nel 1966 Lorenzo Focolari, giornalista e personalità politica romana, rappresenta la città in occasione dell'incontro con Paolo VI.

### Simboli
Nello stemma comunale è raffigurato un pozzo sostenente un gallo, riprendendo l'ipotesi che il nome del paese derivi da Pozzo Gallo.
Il gonfalone è un drappo di verde

## Monumenti e luoghi d'interesse

### Architetture religiose
- Chiesa di San Nicola di Bari, dove vengono conservate le spoglie di Santa Ulpia Candidia Martire ed un affresco rappresentante la Crocifissione realizzato nel XVI secolo e conservato sopra l'altare.
- L'Abbazia di Santa Maria del Piano o Santa Maria di Pozzaglia venne eretta da Carlo Magno in occasione di aver debellato i saraceni in zona.
- La chiesa di Santo Stefano Protomartire o di Santo Stefano di Pietraforte viene attestata storicamente nel 1252 in un inventario ecclesiastico reatino, ma l'aspetto odierno è seicentesco dovuto agli interventi nel seicento dei Santacroce, che erano i feudatari del paese in questo periodo, ma questi fecero interventi in tutto il seicento in tutto questo borgo e non solo nella chiesa.

L'intervento nella chiesa è inciso in un angolo della chiesa (1645).
L'interno è ad un'unica navata.
Il soffitto è a cassettoni.
I 3 altari sono circondati da finte colonne e sormontati da trabeazioni barocche.
Sull'altare principale è il quadro di scuola di Pietro da Cortona (di Raffaello Vanni da Siena) che raffigura sant'Elena che scopre la vera croce.
Presso i 2 altari secondari ci sono una Madonna del rosario con Santi e un Martirio di Santo Stefano.
Sulle trabeazioni vi sono raffigurazioni floreali.
In alcuni punti delle pareti vi sono delle finte metope e decorazioni a trecce che celano altri disegni precedenti.
- La chiesa di Sant'Antonio da Padova risale al 1655.

In questo periodo risulta come chiesa privata dei Bonanni, vassalli della rocca di Pietraforte.
L'interno è ad un'unica navata con soffitto a capriate e pareti a mattoncini posti ad arte popolare.
Sull'altare vi è una raffigurazione barocca a motivi floreali.
Nella parete dell'altare vi è una lapide votiva con lo stemma dei Bonanni e una nicchia con la statua seicentesca di Sant'Antonio da Padova.
- Chiesa di Santa Maria dei Casali, ne sono rimasti dei resti;

### Architetture militari
- Ruderi del Castello di Ofiano.

### Altro
Archi
- L'Arco di ingresso all'ex castello.

È a sesto acuto in pietre calcaree di forma irregolare. È della prima metà del Cinquecento, ma modificato dai Santacroce.
- L'arco di ingresso al Borgo o "La Porta".

È a tutto sesto in pietre calcaree di forme irregolari.
È stata fatta costruire da Valerio Santacroce nella prima metà del XVII secolo come attesta lo stemma sulla volta.

## Società

### Evoluzione demografica
Abitanti censiti

## Amministrazione
Nel 1923 Pozzaglia Sabino passa dalla provincia di Perugia in Umbria, alla provincia di Roma nel Lazio, e nel 1927, a seguito del riordino delle circoscrizioni provinciali stabilito dal regio decreto n. 1 del 2 gennaio 1927, per volontà del governo fascista, quando venne istituita la provincia di Rieti, passa a quella di Rieti.
Nel 1990 cambia denominazione in Pozzaglia Sabina.
| Periodo | Periodo   | Primo cittadino  | Partito      | Carica  | Note |
| ------- | --------- | ---------------- | ------------ | ------- | ---- |
| 2004    | 2009      | Nazzareno Papili | lista civica | Sindaco |      |
| 2009    | 2014      | Massimo Mulieri  | lista civica | Sindaco |      |
| 2014    | 2019      | Massimo Mulieri  | lista civica | Sindaco |      |
| 2019    | in carica | Bruno Colia      | lista civica | Sindaco |      |

### Altre informazioni amministrative
- Fa parte della XX Comunità Montana dei Monti Sabini
- Fa parte dell'Unione dei Comuni "Alta Sabina"